# Europejska karta języków regionalnych lub mniejszościowych
Europejska karta języków regionalnych lub mniejszościowych – europejska konwencja (CETS 148) zatwierdzona w 1992 roku w ramach Rady Europy w celu ochrony oraz promocji języków regionalnych oraz języków mniejszości narodowych w Europie.
Konwencja weszła w życie w 1998 po ratyfikacji przez pierwsze pięć państw (Norwegia, Finlandia, Węgry, Holandia i Chorwacja). W Polsce konwencja obowiązuje od 1 czerwca 2009.
Cele strategiczne:
- ochrona wspólnego dziedzictwa językowego Europy przed wyginięciem
- zgodność prawodawstwa z niezbywalnymi prawami człowieka i paktami międzynarodowymi
- zapewnienie praw mniejszości w celu ochrony integralności terytoriów państwowych
- poszanowanie obszaru geograficznego każdego języka regionalnego lub mniejszościowego
- ułatwianie lub zachęcanie do stosowania jęzków regionalnych lub mniejszościowych w mowie i w piśmie
- promowanie studiów i badań naukowych nad językami regionalnymi